# Plan 9 from Bell Labs
Plan 9 from Bell Labs, habituellement appelé Plan 9, est un système d'exploitation expérimental développé par Bell Labs, le descendant de Unix Time-Sharing System. Ce n'est cependant pas un Unix, malgré la ressemblance de nombreux éléments. Le développement d'un nouveau système d'exploitation a été lancé parce que les problèmes d'Unix étaient jugés trop profonds pour être corrigés (« The problems with Unix were too deep to fix »). Son développement commença vers 1987, alors qu'Unix Time-Sharing System 8 était encore en développement.
Unix Time-Sharing System fut abandonné vers 1990 lorsque la maturité de Plan 9 ne justifiait plus l'adaptation d'Unix à une architecture d'ordinateur plus moderne.
Plan 9 a été développé sous la direction de Rob Pike et Ken Thompson, le créateur d'Unix Time-Sharing System. Dennis Ritchie, le créateur du langage C, ainsi que de nombreux chercheurs chez Bell Labs y ont contribué.
Plan 9 est fondé sur les principes d'Unix, tout en apportant de nouveaux concepts, tels que la notion du « tout réseau » permettant un fonctionnement distribué et transparent. En outre, la notion de « tout fichier », héritée d'Unix, a été revue et renforcée.
Certaines choses qui furent développées après Unix, telles que les protocoles TCP/IP, ou l'interface graphique, y ont été directement intégrées, et font partie intégrante du système.
Le nom provient de l'œuvre cinématographique considérée comme « pire film de tous les temps » par de nombreux cinéphiles, intitulée Plan 9 from Outer Space, réalisée par Ed Wood.

## Historique
Le développement de Plan 9 débuta vers 1987.
- La première édition fut rendue disponible dès 1992, mais uniquement pour les universités.
- La deuxième édition sortit en 1995 sous la forme d'un cédérom accompagné d'un manuel. Ce fut la première version disponible publiquement, vendue 350 dollars américains.
- La troisième édition (en 2000) fut la première version diffusée gratuitement sur internet sous la forme d'une image cédérom. Cette version était soumise à la « Plan 9 License ».
- La quatrième édition sortit en 2002.

À partir de 2003, Plan 9 est distribué sous la « Lucent Public License ». Il s'agit d'une licence reconnue libre par la FSF et Open Source par l'OSI. Le développement de Plan 9 continue grâce au travail de Jim McKie et Russ Cox chez Bell Labs et à la contribution d'une communauté de développeurs. L'image cédérom contenant la distribution est reconstruite chaque nuit.
Le 8 février 2014, l'Université de Californie à Berkeley a été autorisée à publier Plan 9 sous la licence GPL v2 par la société Alcatel-Lucent dans le cadre du développement du système d'exploitation Akaros.
Une fondation Plan 9 (la Plan 9 Foundation) a été créée le 9 novembre 2020 aux États-Unis. Le 23 mars 2021, Nokia Bell Labs a transféré le copyright du projet à cette fondation, changeant au passage la licence en licence MIT.

## Spécifications
Plan 9 est un système d'exploitation très portable et des compilateurs sont disponibles pour de nombreuses plateformes telles que : Intel i386, Intel i960, Motorola MC68000, Motorola MC68020, DEC Alpha, MIPS, SPARC, Acorn ARM, AMD 29000 et PowerPC. Il repose sur un système multi-processus peu commun, à mi-chemin entre un noyau monolithique et micro-noyau.
Le format de codage des caractères UTF-8 a été inventé par Ken Thompson pour Plan 9 en 1992, et est donc pleinement supporté.
Il ne faut pas oublier que Plan 9 est un système d'exploitation qui n'a jamais été commercialisé en production de masse. Ceci explique également le choix des noms, choisis pour sembler peu vendeurs.

## Glenda
Le logo de Plan 9 représente un lapin blanc nommé Glenda ; il a été dessiné par la femme de Rob Pike, l'artiste Renée French. Son nom est tiré lui aussi d'un film d'Ed Wood : Glen or Glenda? (Louis ou Louise en français).